# Historia szermierki
Od zarania dziejów ludzie żyjący we wszystkich kręgach kulturowych i cywilizacjach wykorzystywali broń białą w najrozmaitszych jej postaciach. Służyła ona zarówno jednostkom jak i całym armiom do rozstrzygania sporów, obrony i prowadzenia podbojów. Sztuka władania bronią białą była więc przede wszystkim umiejętnością użytkową, przydatną przy pojedynkach i działaniach wojennych. Maczuga, włócznia i topór należały do najważniejszych broni używanych w walce zanim w epoce brązu rozpowszechniły się miecze i tarcze. Na początku były to chopesze, a następnie miecze właściwe. Rozliczne opisy walk na miecze, a także wiele innych rodzajów broni, odnaleźć można w prastarych podaniach i pieśniach. Biblia opisuje pojedynek Dawida z Goliatem. W Iliadzie Homera Hektor przyjmuje wyzwanie Achillesa.

## Starożytność
Od zamierzchłych czasów szczególne znaczenie miały miecze. Mieczy używano we wszystkich cywilizacjach starożytnych, między innymi w starożytnym Egipcie, starożytnej Grecji, starożytnym Rzymie, ale także w Azji: w Chinach, Japonii oraz na terenie obu Ameryk.
Studiując malowidła ścienne z dworu faraona w Górnym Luksorze (z około 1200 roku p.n.e.) można spostrzec, że w starożytnym Egipcie organizowano zawody, podczas których zawodnicy walczyli z użyciem drewnianych palcatów, używali też tarcz i zakładali swego rodzaju osłony na twarz. Sędzia posługiwał się chorągiewkami w kolorze zielonym i czerwonym, a publiczność, jak wywnioskować można z malowideł, pochodziła z wielu krajów.
Rzymianie, którzy mieli zwyczaj uczęszczać do sal ćwiczeń fizycznych (tzw. gimnazjów) i do łaźni, często ćwiczyli walcząc ze sobą kijkami, na których końcach znajdowało się coś na kształt kulki. O podejściu Rzymian do walk można dowiedzieć się sporo ze spisanych przez nich reguł i zasad. W kontekście starożytnego Rzymu nie sposób nie wspomnieć o walkach gladiatorów, wywodzących się z rytuałów kultury Etruskiej, które toczono podczas igrzysk organizowanych przez cesarzy (z okazji święta lub wygrania jakiejś ważnej bitwy). Gladiatorzy byli specjalnie szkolonymi niewolnikami. Ich walki niewiele miały wspólnego z pojedynkami z późniejszych czasów. Jeśli odmówili wyjścia na arenę karani byli śmiercią, wobec niezbyt aktywnych gladiatorów stosowano chłostę i wypędzano ich na arenę prętami z żelaza rozpalonego do czerwoności. Walki odbywały się na śmierć i życie. Los pokonanego gladiatora spoczywał w rękach organizatora igrzysk i publiczności. Wygrany jednak otrzymywał wolność i zyskiwał podziw społeczności. Były to wówczas widowiska, które wzbudzały ogromne zainteresowanie tak wśród patrycjuszy jak i zwyczajnych obywateli Rzymu.

## Średniowiecze

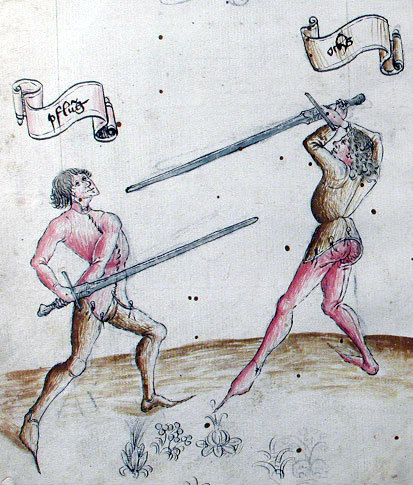
Ilustracja z traktatu Cod. 44 A 8 autorstwa Petera von Danzig z 1452
Przedstawia dwóch szermierzy w standardowych pozycjach wyjściowych: Pług (z lewej) oraz Wół (z prawej)

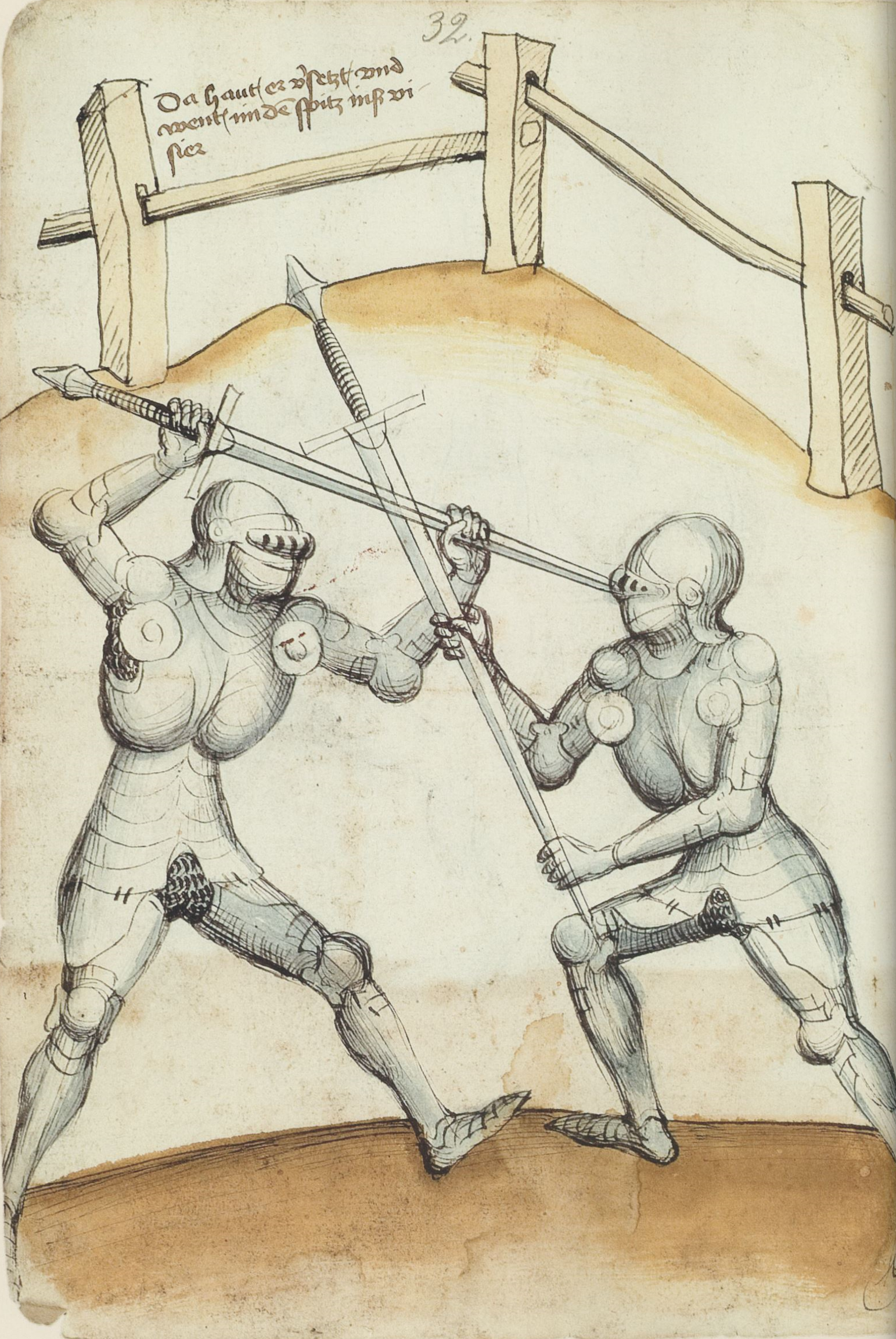
Ilustracja z traktatu MS XIX.17-3 autorstwa Hansa Talhoffera przedstawiająca technikę walki w Półmieczu

W średniowieczu zaczęły powstawać pierwsze traktaty szermiercze, stanowiące zbiory technik użytecznych w pojedynkach, kładące szczególny nacisk na zręczność, precyzję, spryt jak i stosowanie różnego rodzaju sztuczek. Były one rodzajem podręczników, często bogato ilustrowanych, będących kompendium wiedzy autora w zakresie walki. Najstarszym z zachowanych traktatów jest anonimowy „Manuskrypt I.33” datowany na ok. 1300 r., poświęcony walce mieczem jednoręcznym z puklerzem. Obejmuje on zarówno różne postawy szermiercze, techniki ataków, obrony, jak i rozbrojeń. Innym ocalałym traktatem jest tekst z 1389 r. autorstwa Hanko Doebringera, będącego najprawdopodobniej bezpośrednim uczniem, mistrza Johannesa Liechtenauera. Nauki Lichtenauera, dotyczące przede wszystkim walki długim mieczem, mimo iż nie zachowały się w oryginale, były cytowane przez licznych autorów przez następne stulecia. stanowiąc podstawę średniowiecznej szermierki. Lichtenauer wyodrębnił zasadniczo 3 rodzaje walki:
- Bloßfechten – walka piesza bez opancerzenia.
- Roßfechten – walka konna.
- Kampffechten – walka w opancerzeniu.

Określił również 4 podstawowe postawy szermiercze w walce długim mieczem, z których należało wyprowadzać dalsze akcje. Były to:
- Ochs (wół) – miecz trzymany z boku nad głową, sztychem zwrócony do przeciwnika.
- Pflug (pług) – miecz trzymany z boku na wysokości biodra, sztychem zwrócony do przeciwnika.
- Alber (głupiec) – miecz trzymany przed sobą na wysokości pasa, sztychem zwrócony ku ziemi.
- Vom Dach (z dachu) – miecz trzymany z boku na wysokości głowy, sztychem zwrócony ku górze.

Z czasem, wraz z kolejnymi autorami, wprowadzano nowe postawy jak i techniki obrony, ataku, kontrataku i rozbrojeń. Techniki zawarte w traktatach podkreślały znaczenie zachowania inicjatywy i ofensywnego działania, zaznaczając, że postawa defensywna prędzej czy później zakończy się błędem i trafieniem przez przeciwnika. Jako alternatywę dla ataku, przedstawiano możliwość sparowania ciosu przeciwnika i błyskawicznego przejścia do kontrataku. Techniki nastawione były przede wszystkim na efektywność i dążenie do osiągnięcia jak najszybszego sukcesu, a prawidłowo wykonane, mogły unieszkodliwić lub zabić przeciwnika już w ciągu kilku sekund od rozpoczęcia starcia (zob. Linki zewnętrzne).
Specyficzną formą walki mieczem długim był tzw. Półmiecz, przeznaczony przede wszystkim do walki w zbroi (kampffechten). Technika ta polegała na trzymaniu jednej ręki na rękojeści, a drugiej mniej więcej na środku głowni miecza. Umożliwiało to zadawanie szybkich i precyzyjnych pchnięć, w nieosłonięte szczeliny pancerza, niczym krótką włócznią. Możliwe było również chwycenie miecza "odwrotnie" - obiema dłońmi za głownię i uderzanie w przeciwnika rękojeścią. Jako że środek ciężkości miecza długiego usytuowany był blisko rękojeści, odwrócenie go czyniło z niego skuteczną broń obuchową.
Do czasów współczesnych zachowały się liczne traktaty, dając pełny obraz sposobu walki w wiekach średnich. Mimo iż zdecydowanie najpopularniejszą bronią opisywaną w traktatach był miecz długi, to obejmowały one również inne rodzaje dostępnego oręża jak chociażby: sztylet, kord, tasak, włócznię, młot bojowy, kij i wiele innych. Traktaty niejednokrotnie uwzględniały również użycie technik zapaśniczych w walce w zwarciu.
Przy opisie średniowiecznej szermierki, należy podkreślić, że wbrew popularnym mitom, broń oraz zbroje używane w tej epoce, wcale nie były ciężkie i umożliwiały stosunkowo dużą swobodę ruchów oraz prowadzenie dynamicznej walki. Przykładowo miecze długie ważyły średnio 1,4 kg, a zbroja płytowa od 20 do 30 kg. czyli mniej niż pełne wyposażenie współczesnego żołnierza z karabinem (30–40 kg bez uwzględnienia amunicji).
Mniej więcej od XV w. działające wcześniej bractwa szermiercze zajmujące się doskonaleniem umiejętności i nauczaniem walki, zaczęły przekształcać się w formalnie działające szkoły szermiercze, a nauczanie fechtunku zostało obostrzone licencjami (w celu wyeliminowania osób niekompetentnych).
Umiejętność posługiwania się bronią miała w średniowieczu, przede wszystkim wymiar praktyczny, umożliwiając samoobronę w sytuacjach codziennych. Zdolności szermiercze były również pożądaną umiejętnością na polu bitwy, ale również w formalnych pojedynkach (zarówno honorowych jak i sądowych). W przypadku pojedynku sądowego, w niektórych przypadkach jedna lub obie strony, mogły wystawić swoich zastępców (najczęściej właśnie osoby, kształcone w szermierce i zawodowo zajmujące się walką).
Średniowieczna szermierka, przybierała niekiedy również formę o charakterze sportowo-rozrywkowym. W kulturze dworskiej rozkwitł zwyczaj organizowania turniejów rycerskich. Polegały one na prowadzeniu walk, przez zawodników, według ściśle określonych zasad, mających ograniczać ryzyko, poważnych obrażeń (np. poprzez stosowanie tępej broni). Mimo to, współzawodnictwo w turniejach niejednokrotnie kończyło się poważnymi ranami lub nawet śmiercią. Turnieje były ważnym wydarzeniem kulturalnym, zapewniając lokalnej społeczności rozrywkę, a zawodnikom i organizatorom prestiż. Często w turniejach startowały znamienite osobistości (jak np. Zawisza Czarny), a na widowni zasiadali zarówno królowie jak i plebs. Przy okazji turniejów, organizowano również jarmarki, ściągano grupy teatralne i muzyczne, oraz urządzano wystawne uczty.

## Wprowadzenie broni palnej i czasy rapiera
Wynalezienie prochu strzelniczego doprowadziło do pojawienia się broni palnej, a skutkiem tego z użycia wyszły zbroje.
Z miecza w XVI wieku, w Hiszpanii i Włoszech, rozwinął się rapier (słowo rapier pochodzi od hiszpańskiego terminu espada ropera – dosłownie miecz do stroju). Była to broń o długiej, cienkiej i ostro zakończonej głowni. Lepsze panowanie nad rapierem umożliwiło wprowadzenie nowej techniki zakładania palca za jelec, ponadto dodano kilka obłęków dla ochrony ręki, które, po pewnym czasie zaczęły tworzyć pełny kosz. Tak powstał klasyczny rapier XVI-wieczny, który służył zarówno do cięć, jak i do pchnięć. Nadawał się do natarć i przeciwnatarć ale wciąż był za długi i zbyt nieporęczny by wykonywać nim zasłony. Później kosz został uzupełniony o tarczki, aż w XVII wieku wykształciła się rękojeść dzwonowa. Głownia stopniowo traciła możliwość cięć. Technika walki zaczęła skupiać się na pchnięciach.
W walce na rapiery w XVI wieku pojawił się początkowo krótki wypad (nogą wykroczną do przodu) a następnie na początku XVII w. dłuższy, podobny do dzisiejszego wypadu stosowanego w szermierce sportowej.
Sztuka walki szermierczej stała się jednym z najistotniejszych elementów wykształcenia, szczególnie w wychowaniu szlacheckim. Najwięcej szkół szermierczych działało we Włoszech i rozwój szermierki na rapiery najwięcej zawdzięcza mistrzom włoskim. Z czasem fechmistrzowie włoscy rozpowszechnili swoje doświadczenia po Europie.

## Wprowadzenie szpady dworskiej we Francji
Mistrzowie francuscy zauważyli, że w sztuce władania bronią niezmiernie ważne są: szybkość i dokładność. Aby skutecznie trafiać przeciwnika i lepiej prowadzić klingę, broń musiała stać się lżejsza i krótsza. Podczas, gdy Włosi i Hiszpanie nadal uparcie trzymali się rapierów i puginałów, Francuzi w pierwszej połowie XVII wieku wprowadzili najpierw rapier okresu przejściowego (fr. flamberge), a następnie szpadę dworską – broń pozwalającą na dynamiczne, szybkie, dokładne i przez to bardzo niebezpieczne działania. Była to też pierwsza broń, która pozwala zarówno na działania zaczepne, zaczepno-obronne i obronne (czyli zasłony).
Szpada dworska była zarówno bardzo niebezpieczną jak i śmiercionośną bronią. Walczący, jeśli chciał wyjść cało z pojedynku, musiał zachowywać się bardzo ostrożnie i musiał polegać na swojej obronie. Dlatego teoria władania tą bronią najważniejsze znaczenie nadawała zasłonie. Jeżeli przeciwnik wykonywał natarcie, bezpieczniejsza niż przeciwnatarcie była obrona zasłoną.
Nabycie umiejętności pozbawiania przeciwnika panowania nad jego bronią miała w tych czasach bardzo duże znaczenie. Była to de facto sprawa życia lub śmierci. W XVII wieku, szczególnie we Francji, bardzo rozpowszechniły się pojedynki w obronie honoru. Modny we Francji dworski styl życia i związane z nim nieodłącznie plotki, intrygi i różne skandale stwarzały mnóstwo powodów do pojedynkowania. Arystokracja i szlachta, prowadząca na dworze próżniaczy tryb życia, często miała okazję do tego by czynić użytek ze swych przybocznych szpad. Rywalizację o pensje, damy, tytuły, splendory i zaszczyty rozstrzygano pomiędzy sobą za pomocą pojedynków. Wbrew pozorom nie była to epoka formalnych, pełnych wzajemnej grzeczności pojedynków. Formalna, napuszona grzeczność oraz kultura ówczesnej szlachty była bardzo powierzchowna. Z dawnych akt sądowych i innych źródeł wynika nieco inny obraz niż podają go niektórzy pisarze - starcia zbrojne najczęściej wzniecano po spożyciu nadmiernej dawki napojów alkoholowych. Pojedynki miały zwykle miejsce tam gdzie doszło do kłótni, a przy tym towarzysze powaśnionych niejako z obowiązku włączali się do walki. Walczono nie przebierając w środkach i nie kłopocząc się żadnymi zasadami: na przykład rzucano piaskiem w oczy przeciwnikowi, albo kapeluszem w twarz tudzież stosowano inne podstępy by tylko odwrócić choćby na chwilę uwagę przeciwnika i zadać mu cios bronią.
Za panowania Henryka IV zabito w pojedynkach około 8000 osób, a drugie tyle król ułaskawił. Na początku XVII wieku w całej Francji stracić życie w pojedynkach miało około 30 000 osób, a więc więcej niż w niejednej wojnie, jakie rozgrywały się w ówczesnych czasach. W czasach Ludwika XIV pojedynkowały się nawet kobiety.

## Wprowadzenie floretu a następnie masek ćwiczebnych

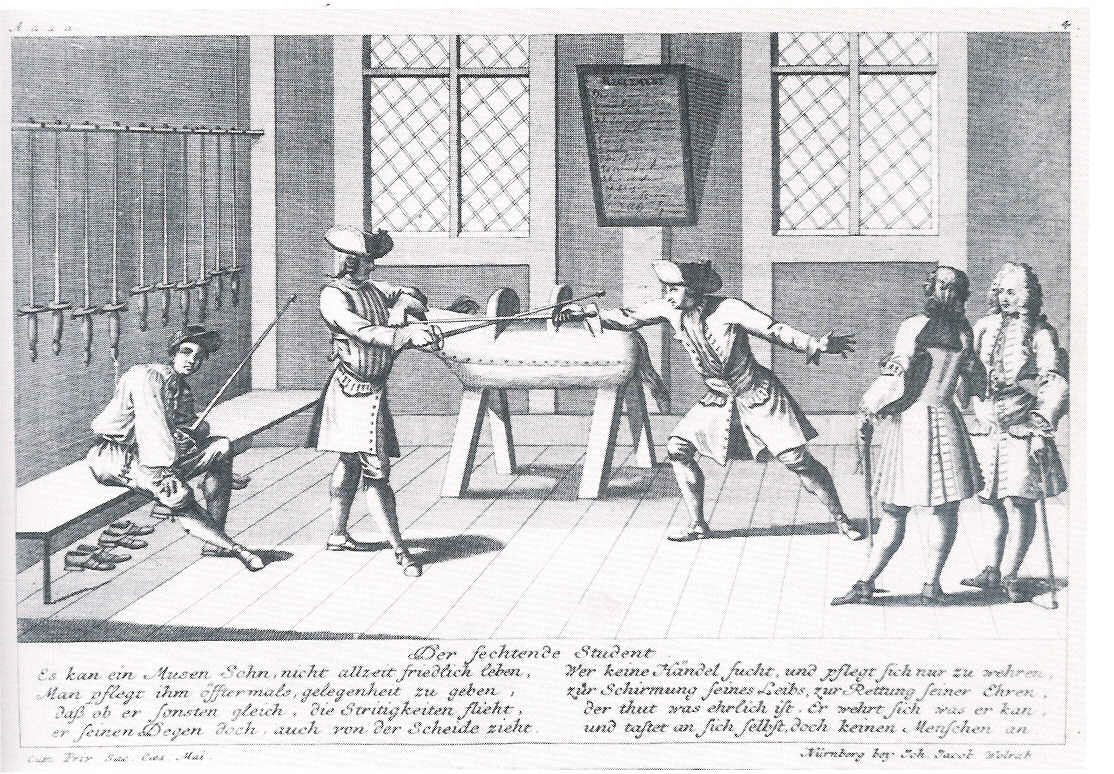
Der fechtende Student (1725)

W drugiej połowie XVII wieku we Francji i we Włoszech wprowadzono nową broń, przeznaczono początkowo wyłącznie do ćwiczeń – floret (wł. fioretto – mały kwiat, ozdobny drobiazg). Nazwa wzięła się od gałki z kilku warstw skóry (materiału wówczas najbardziej trwałego) który nawijany był koniec broni ćwiczebnej (początkowo jeszcze szpady) tak ze przypominał pąk kwiatu (fleur to francusku kwiat). Wprowadzono tę broń dlatego, że ćwiczenia szpadami dworskimi – nie stosowano jeszcze masek – były bardzo niebezpieczne. Floret w ćwiczeniach zastępował niejako szpadę, miał uproszczoną rękojeść, prosty uchwyt i początkowo płaską, a potem kwadratową w przekroju klingę, mniej sztywną od trójgraniastej głowni szpady dworskiej, przy czym brzeszczot floretu zakończony był ochronną gałką.
W początkowym okresie szermierki na florety maski ochraniające twarz nie były znane. Ćwiczenia floretami, nawet przy dużej ostrożności ćwiczących, nierzadko kończyły się nieszczęśliwymi wypadkami. Aby uniknąć takich wypadków pole trafienia zostało ograniczone do prawej górnej powierzchni klatki piersiowej, ściśle przestrzegano zasady uprzywilejowania natarcia w stosunku do wyprzedzenia i odpowiedzi w stosunku do powtórzeń i ponowień. Początkowo w ogóle nie wolno było wykonywać pchnięć wyprzedzających bez względu na to jakie natarcie wykonywał przeciwnik (i choćby wykonywał on cały szereg zwodów). Głownia floretu była bardzo sztywna i dlatego zadając pchnięcia unoszono rękę wysoko do góry, koniec brzeszczotu kierując w dół. Szermierka floretami miała jeszcze wtedy bardzo stylizowaną formę. Ówcześni fechmistrzowie uważali, że umowne zasady floretu, dają ćwiczącym nie tylko bezpieczeństwo, ale przyczyniają się do rozwoju ich umiejętności władania bronią.
Rozwój floretu przyniósł też serię udoskonaleń, które podniosły bezpieczeństwo ćwiczących, poza gałką skórzaną na czubku klingi, pojawiły się pierwsze typy masek, które chroniły twarz. Prototyp maski z siatką skonstruował około 1780 roku francuz La Boissiere. Maski wprowadzono pod koniec XVIII wieku. Początkowo były to maski podobne do karnawałowych, nie chroniły oczu, dopiero potem pojawiły się maski zbliżone do stosowanych dzisiaj w szermierce sportowej. Wprowadzenie masek napotkało jednak początkowo na bardzo duży opór ze strony szermierzy. Uważali oni, że maski są niegodne szlachcica i byli zdania, że niechybnie doprowadzą do zwyrodnienia całej szermierki. W końcu jednak maski rozpowszechniły się co przyczyniło się do rozwoju szermierki. Usunęły niebezpieczeństwo związane z ćwiczeniami i powoli nadały szermierce na florety swoisty charakter. Przybrała ona bogatsze i nieco bardziej nowoczesne formy. Pole trafienia zostało powiększone, także pchnięcia wyprzedzające, które były zadawane przed końcowym ruchem złożonego natarcia przeciwnika zaczęły być uznawane. Przyjęto również, że trafienia zadane na pole nieważne nie są co prawda zaliczane, ale przerywają i unieważniają dalsze działania.
Do połowy XVIII wieku szermierka na florety była bardzo prosta i realistyczna (mimo zasad umownych) – służyła wyłącznie przygotowaniu do walki ostrą szpadą. W połowie XVIII wieku oprócz nurtu pojedynkowego, realistycznego pojawił się nurt, zgodnie z którym szermierka miała być pewną praktyką, ćwiczeniem kształtującym zborność i zręczność ruchów, a przez to miała dodawać wdzięku, elegancji, pozy i kształtować wartości „ducha i ciała”.

## Szabla – broń z Azji upowszechniona w Europie Wschodniej
Szabla wywodzi się z Azji Centralnej - powstała tam około V–VI wieku. Ludy koczownicze, które zamieszkiwały na rozległych stepach wschodu Europy i Azji, prowadziły taki tryb życia, który wiązał się z jazdą konną. Skoro spędzano większość czasu na koniu, na koniu też walczono. Broń przybrała więc cechy, które czyniły ją przydatną w walkach pomiędzy jeźdźcami. A walki takie nie miały, jak w przypadku walki pieszej, długotrwałego charakteru. Pojedynek często rozstrzygał jeden mocny, celny cios zadany w górną część ciała (głowę, szyję albo bok) podczas mijania przeciwnika cwałującego na koniu. Podczas gdy budowa miecza nadaje się dobrze do rąbania to krzywizna umożliwia krojenie. Wobec lżej osłoniętego przeciwnika (np. odzianego w kilka warstw tkanin) zakrzywiona broń jest więc skuteczniejsza – tkaniny mogą wyhamować energię miecza broń z krzywizną natomiast z łatwością je rozetnie. Powyższe wyjaśnia zarówno budowę szabli jak i zasady władania nią.
Pierwsze szable miały stosunkowo niedużą krzywiznę i przywędrowały do Europy wraz z Awarami, jednak wówczas nie przyjęły się. Rozpowszechniły się, dopiero gdy pojawiły się ponownie się, około XV w. przy kontaktach z Turkami (wtedy też przyjęto je w świecie arabskim), najpierw przede wszystkim jako broń warstw niższych, w XV wieku miały jeszcze często prostą, mieczowatą rękojeść. W Europie zachodniej szable nigdy nie zyskały popularności. Natomiast w Europie środkowo-wschodniej (na Węgrzech i w Polsce) w XVI i XVII wieku nastąpił jej prawdziwy rozkwit. Podczas gdy w Europie zachodniej popularność zdobywała szpada, w krajach wschodnich (na Węgrzech, w Polsce i na Rusi), narażonych na nieustanne, ciągle powtarzające się wojny z ludami Wschodu (Turkami, Tatarami), przyswojono sobie szable przydatne w walkach konnych. Przykładowo Polacy wyśmiewali francuskie rożny (czyli szpady), pogardliwie odnosili się też do podstępnych metod walki proponowanych przez mistrzów z Włoch. Wyjątkiem byli tu być może niektórzy bardziej kosmopolitycznie nastawieni możnowładcy, którzy w pewnym okresie wraz z modą na stroje i język francuski zainteresowali się też francuskimi szpadami. Głownia wczesnych szabel na Węgrzech miała niewielką krzywiznę. Wzorowano je na szablach turków, miały bardzo długie jelca mieczowe. Ten rodzaj szabli, rozpowszechniony także w Polsce, przekształcił się w szablę husarską, którą uznaje się za najbardziej uniwersalną szablę świata. Była ona wyważona zarówno do cięć zamachowych z ramienia, a także do cięć bezpośrednich.
O ile w krajach Europy zachodniej za broń przyboczną służył rapier, a następnie szpada, to na wschodzie Europy taką funkcję przyjęła szabla. Była ona bronią używaną również do starć pieszych choć pierwotnie nie była do tego przeznaczona. Podstawą szermierki w szabli były zawsze cięcia, zadawane w górną część ciała (głowę i tułów) i w zasadzie nie zadawano cięć poniżej pasa ani w rękę uznając je za niewłaściwe. Podobnie podchodzono w szabli do pchnięć, choć w przypadku polskich lekkich szabel były one możliwe, rzadko jednak w praktyce stosowane. Powyższe, historyczne już dziś, praktyki związane z szermierką na szable odzwierciedlone są także w szermierce sportowej - w zasadach współczesnej konkurencji szabli.

## Wiek XIX – czasy kodeksów honorowych i powrót do ćwiczeń szpadą

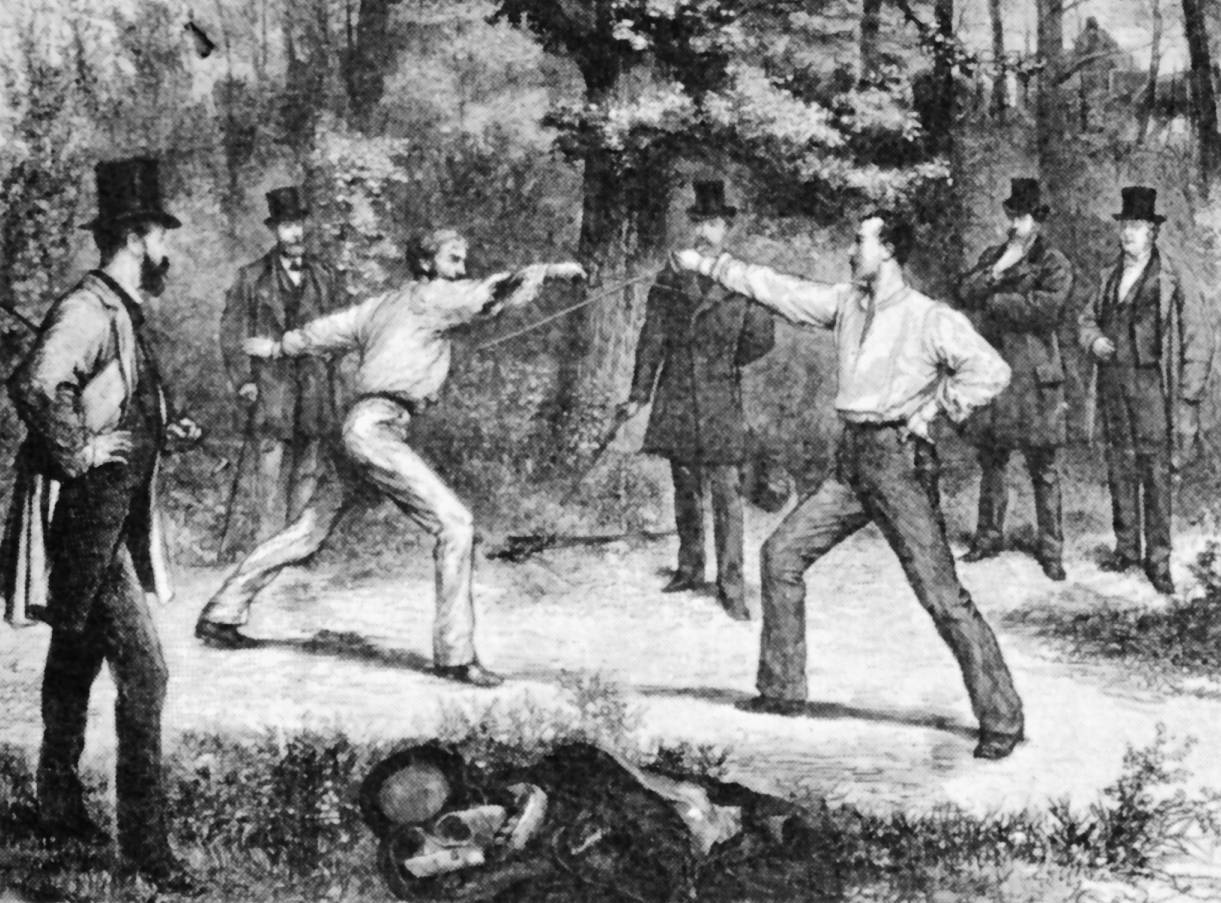
Pojedynek w Lasku Bulońskim w Paryżu (1874)

W wieku XIX obok szermierki wojskowej szczególnie rozwinęły się pojedynki honorowe wraz ze wszystkimi towarzyszącymi jej rytuałami. Jeszcze przed II wojną światową pojedynki były rozpowszechnione nie tylko w Europie ale i za oceanem. Ginęli w nich nieraz bardzo wybitni ludzie. Wystarczającym pretekstem do pojedynku była obraza honoru. Obrazić zaś honor można było bardzo łatwo – wystarczyło zrobić coś co uwłaszczało czyjemu honorowi i nie przeprosić go za to. Szczególnie stara arystokracja rodowa miała wysokie mniemanie o swoim honorze. Arystokrację naśladowała szlachta, a potem nowobogacka burżuazja oraz osoby wywodzące się z tych warstw społecznych, którzy pojedynkowali się najczęściej. Honor w korpusie oficerskim stał się czymś w rodzaju fetyszu. W niejednej kadrze oficerskiej, do której zaliczyć należy też polską, aż do II wojny światowej, honor oficera był stawiany ponad ludzkie życie. Zapominano przy tym o zdrowym rozsądku. Korpus oficerski wywierał olbrzymią presję na swoich członków. Musieli się oni stawiać do pojedynku nawet jeśli taki rodzaj satysfakcji był sprzeczny z ich przekonaniami. Oficerów, którzy odmawiali pojedynku, skazywano na pogardę uznając ich za tchórzy. Co więcej bojkotowano ich towarzysko. Ostatecznie bywało i tak, że taka osoba musiała rozstać się z mundurem. W XIX wieku pojedynki szczególnie rozprzestrzeniły się w Niemczech (podobnie jak wcześniej, w XVII wieku, miało to miejsce we Francji).
Jednolite przepisy spisane we Francji w pierwszej połowie XIX wieku stały się pewnym wzorcem do kodeksów honorowych jakie powstały w innych krajach. W XIX wieku pojedynki zostały bardzo sformalizowane, obowiązywał kodeks określający ścisłe prawa i obowiązki wyzwanego, wyzywającego, zastępców i prowadzącego pojedynek oraz sam sposób prowadzenia pojedynku. Kodeksy honorowe określały zasady postępowania honorowego zarówno podczas pojedynków na broń białą jak i broń palną (broniami honorowymi wykorzystywanymi w pojedynkach były: szabla, szpada i pistolet). Pojedynki odbywały się w większości krajów na szpady (w Polsce i na Węgrzech – na szable). Szable dopuszczone do pojedynku musiały być ostre, pozbawione wyszczerbień i rdzy. W przypadku zakazu stosowania w czasie walki pchnięć, używano szabel o tępych końcach. Natomiast szpady musiały mieć jednakowa długość. Przed pojedynkiem klingi dezynfekowano tamponami. Walka na białą broń toczyła się do pierwszej, drugiej bądź trzeciej rany lub też do całkowitego obezwładnienia przeciwnika. Kwalifikowanie zadanych ran należało do lekarzy. Podczas walki nie wolno było przerzucać broni z jednej ręki do drugiej ani też chwytać ręką za broń przeciwnika. Stosowano komendy Baczność, Naprzód albo Bij i Stój. Kierownik walki przerywał ja gdy: jeden z walczących otrzymał ranę, jeden z walczących upadł, jeden z walczących - wcześniej ranny - był niezdolny do walki, jednemu z walczących wypadła z ręki broń (lub się złamała), jeden z walczących dotknął końcem klingi ziemię – należało ją ponownie zdezynfekować, jeden z walczących odstąpił od zachowania przepisów pojedynku. Kierownikowi pojedynku pomagał sekundant, który przerywał walkę gdy czegoś nie zauważył kierownik.
Historycy wskazują na pewien niedostatek źródeł na temat pojedynków. Pojedynkowano się bowiem najczęściej zachowując to w tajemnicy, w odosobnionych miejscach, a ich uczestnicy i świadkowie zobowiązywali się pod przysięgą do zachowania pełnej dyskrecji.	
W drugiej połowie XIX wieku nastała moda na pojedynki także wśród studentów. Szczególnie często pojedynkowali się członkowie korporacji akademickich w Niemczech. Twarz skancerowana licznymi bliznami wyniesionymi z pojedynków była dla niejednego absolwenta większym powodem do dumy niżeli dyplom ukończenia uczelni.
Floret był zasadniczo bronią przeznaczoną do ćwiczeń (przygotowywał do walk na szpady dworskie i na szable), ale w pierwszej połowie XIX wieku we Francji pojedynkowano się również na zaostrzone florety. Taką broń zastosowano podczas pojedynków dwóch znanych fechtmistrzów Bertranda i Lafaugera (rok 1825), w którym znacznie młodszy Bertrand błyskawicznie odpowiedział i przebił ramię oraz pierś przeciwnika. Faktycznie przez długi czas armia francuska z urzędu pozwalała jedynie na pojedynki floretem. Dopiero minister wojny M. de Freycinet zezwolił oficerom oddziałów pieszych na pojedynki szpadami, a oficerom oddziałów konnych na pojedynki szablami.
Od czasów wprowadzenia floretów szermierka tą bronią stała się w końcu przesadnie wystylizowaną postacią walki. Ćwiczona w maskach, ze ścisłym przestrzeganiem sztucznych konwencji umownych i z zasadą ograniczonego pola trafień (którą czasami nadużywano – na przykład zasłaniając ograniczone z założenia pole trafienia za pomocą ramienia czy głowy) bardzo odeszła od realnych pojedynków, w których walczono z użyciem na przykład szpady. Takie pojedynki, bardzo rozpowszechnione w XIX wieku rozgrywano w naturalnych warunkach, na otwartej przestrzeni – na przykład rano na trawie czy ścieżce i żadne umowne zasady nie miały tu znaczenia. Faktycznie polem trafienia był cały przeciwnik i każde wcześniejsze trafienie stawało się, zwykle dosłownie, skuteczne. W efekcie tego nierzadko zdarzało się, że podczas takiej walki, ranny a nawet zabity zostawał doświadczony szermierz, który podczas ćwiczeń wyrobił sobie floretowe nawyki. Jak pokazywała praktyka floret przestał być odpowiednim przygotowaniem do walki pojedynkowej na szpady. Doprowadziło to do fali krytyki nauki szermierki poprzez ćwiczenia floretem. Amroise Baudry wprowadził do swojej sali ćwiczeń nową wówczas broń – szpadę ćwiczebną, która była wierną kopią francuskiej szpady pojedynkowej, choć zabezpieczono jej brzeszczot. Ćwiczenia natomiast odbywały się nie według sztucznych reguł umownych, ale dyktowane były ówczesnymi realiami pojedynków (całe ciało polem trafienia, żadnych umownych zasad pierwszeństwa działań szermierczych). Starano się więc zapewnić na salach ćwiczebnych warunki zbliżone jak najwierniej do prawdziwej walki. Zasada bezpieczeństwa była istotniejsza niż zasada szybkości (w myśl szerszej zasady „najpierw ocalić życie”, czyli primus vivere). Z czasem metodykę Amroise Baudry przyjęli też inni fechmistrzowie, opowiedział się za nią także znany szermierz i pisarz Jean Joseph Renard.

## Koniec wieku XIX – narodziny szermierki sportowej

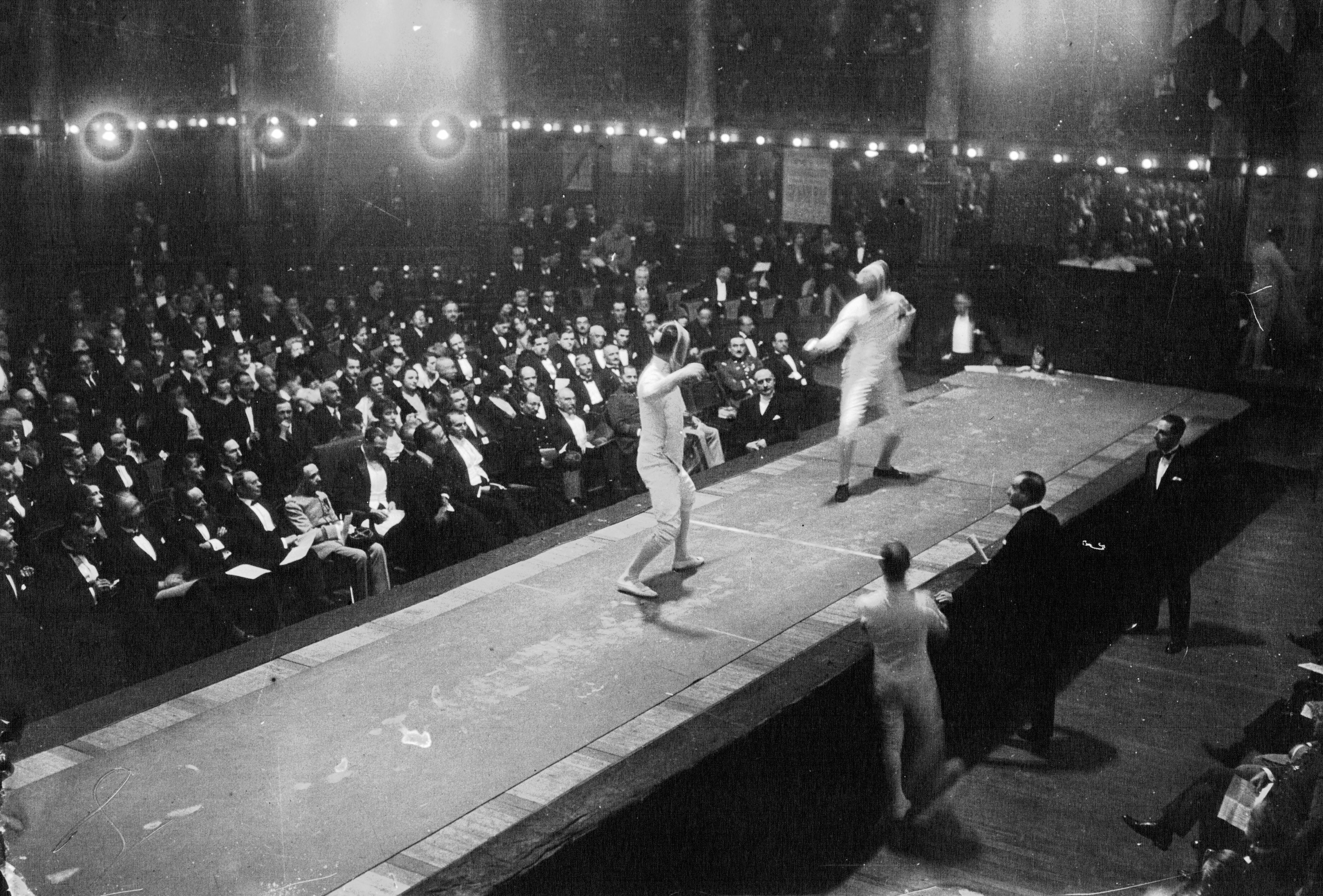
Pojedynek szermierczy w paryskiej hali Wagram w 1927 roku

W XIX wieku praktyki szermiercze, do tej pory użyteczne przede wszystkim w starciach wojskowych i pojedynkach osobistych, szukały swoich nowych form ekspresji. Już w XVIII wieku zaznaczył się nurt zgodnie z którym ćwiczenia szermiercze traktowano jako pewną formę doskonalenia ruchowego i duchowego. Taką rozrywkę praktykowały ówczesne elity. Prowadzono też różnego rodzaju pokazy, podczas których widzowie podziwiali styl i złożoność działań szermierczych. Pewną nową formą szermierki, która pojawiła się w XIX wieku, była też wspomniana już wyżej akademicka menzura. Jednak, choć można odnaleźć pewne wzmianki o zawodach szermierczych z końca XVII wieku (były to słynne turnieje z okazji święta kwiatów w Tuluzie), przez niemal cały wiek XIX nikt nie organizował zawodów, w których na przykład punktowano by zawodników i wyłaniano zwycięzców. Takie turnieje rozpoczęto organizować dopiero w końcu XIX wieku początkowo wewnątrz samych klubów szermierczych, potem były to zawody miejskie, dalej krajowe i w końcu międzynarodowe. W ten sposób ostatecznie narodziła się szermierka sportowa, która w zasadzie w pewnych formach sportowych była przez elity praktykowana już od początku XIX wieku. W 1896 roku z inicjatywy francuskiego działacza barona Pierre de Coubertina, notabene zapalonego szermierza i jeźdźca, zorganizowano dużą międzynarodową imprezę nawiązując do starożytnych igrzysk olimpijskich – odtąd imprezy te stały się powszechnie znane jako (nowożytne) igrzyska olimpijskie. W ramach pierwszych igrzysk w Atenach rozegrano też konkursy szermierczych mistrzostw świata (wówczas walki rozgrywano na świeżym powietrzu do jednego trafienia, dopiero z czasem zwiększono ilość trafień w walce i walki przeniesiono do sali). Powstała w owym czasie szermierka sportowa borykała się z niejednolitością przepisów. Duży wpływ na ich uporządkowanie miało powstanie w 1914 roku FIE. Opracowując przepisy dla floretu opierano się na prawidłach z Francji i z Włoch a odnośnie do szabli na prawidłach węgierskich.
Drugą sprawą jaka stała się wyzwaniem dla powstałej szermierki sportowej była sprawa zapewnienia obiektywnego sędziowania. Z uwagi na specyfikę szermierki o pomyłkę bardzo łatwo a jeszcze łatwiej o spory powstające na tym gruncie. Do czasu wprowadzenia aparatów elektrycznych (dla szpady w 1936, dla floretu w 1955 i szabli w 1988 roku) dużo zależało od klasy sędziego, a zawodnicy uciekali się do iście teatralnych gestów chcąc w ten sposób wpłynąć na decyzje sędziującego (po części ma to miejsce nadal do dziś, szczególnie we florecie i szabli gdzie obowiązują konwencje). Wprowadzanie aparatów szermierczych w kolejnych broniach wywoływało pewne „wstrząsy” wpływając na nauczanie, styl i psychologię walki szermierczej.
Po pierwszej wojnie światowej zwyczaje związane z pojedynkami na ostrą broń szybko zanikały i po drugiej wojnie światowej (pomijając tu rzadkie wyjątki jak dozwolona do dziś w Niemczech menzura) ostatecznie przeszły do historii. Podobnie ćwiczenie szermierki w celu przygotowania się do walki pojedynkowej na taką broń, niegdyś powszechne wśród mężczyzn ze społecznej klasy arystokratów (choć wielu arystokratów uznawało siebie za przeszkolonych po wzięciu zaledwie jednej lub dwu lekcji) całkowicie zanikło. Szermierka przetrwała jednak w swej sportowej odmianie i uprawiana jest na sportowych treningach, turniejach i mistrzostwach. Tym niemniej uległa przy tym pewnym przemianom jeśli chodzi na przykład o technikę i taktykę z uwagi na to, że nie pełni już dziś dawnej roli użytkowej.
Od momentu swego powstania ośrodki szermierki sportowej skupione były w kilku krajach europejskich. Od czasu pierwszych igrzysk w 1896 roku trzy kraje dzieliły większość medali olimpijskich. Były to Francja, Włochy i Niemcy. Dawniej elitarny sport trenują dziś osoby wywodzące się z różnych warstw społecznych.
Wraz a końcem II wojny światowej, spore zainteresowanie szermierką pojawiło się też w krajach Europy wschodniej, w których sport służył w dużej mierze celom ideologicznym. Do szermierczej czołówki krajów z Europy zachodniej dołączyły Węgry, które mają długą tradycję w szabli, ZSRR, Polska i, choć z nieco mniejszymi sukcesami, Rumunia.
Szermierka na igrzyskach olimpijskich - klasyfikacja medalowa wszech czasów do roku 2008 włącznie (pierwsza dziesiątka krajów):
| Miejsce | Państwo  |    |    |    | Razem |
| ------- | -------- | -- | -- | -- | ----- |
| 1.      | Włochy   | 45 | 38 | 31 | 114   |
| 2.      | Francja  | 41 | 40 | 34 | 115   |
| 3.      | Węgry    | 34 | 22 | 26 | 82    |
| 4.      | ZSRR     | 18 | 15 | 16 | 49    |
| 5.      | Niemcy   | 12 | 14 | 9  | 35    |
| 5.      | jako RFN | 7  | 8  | 1  | 16    |
| 6.      | Rosja    | 9  | 2  | 5  | 16    |
| 7.      | Kuba     | 5  | 5  | 6  | 16    |
| 8.      | Polska   | 4  | 9  | 9  | 22    |
| 9.      | Rumunia  | 3  | 4  | 7  | 14    |
| 10.     | Belgia   | 3  | 3  | 4  | 10    |

Otwarcie się szermierki na świat nastąpiło dość późno. W 1950 pojawili się zawodnicy z Korei i Chin jednak niewielu zawodników z tych krajów może się poszczycić większymi sukcesami.
Zawodnicy z za oceanu na planszach szermierczych pojawili się jeszcze później, jeśli pominąć tu Ramona Fonsta z komunistycznej Kuby i florecistki z tego samego kraju, to na większe sukcesy zawodników z tego rejonu trzeba było czekać do drugiej połowy lat 90. XX wieku, kiedy to po upadku komunizmu wielu fechtmistrzów wyemigrowało do Stanów Zjednoczonych tam wychowując młodych szermierzy.
Afryka nadal jest bardzo słabo reprezentowana w świecie szermierczym – zawodnicy z tego kontynentu nigdy nie zdobyli medalu olimpijskiego w tej dyscyplinie choć jest kilku dobrych zawodników na przykład w Egipcie czy Tunezji.
Na przestrzeni lat szermierka sportowa doczekała się też różnych innowacji i przepisów wprowadzonych w celu zapewnienia bezpieczeństwa szermierzy. Po części zmotywowane to było incydentami (także śmiertelnymi) jakie miały miejsce podczas zawodów. Wprowadzono między innymi klingi ze stali maraging, maski i stroje o podwyższonej wytrzymałości (na przykład przez dodanie kevlaru do tkaniny).
Od ostatniej dekady XX wieku obserwuje się, niejako na uboczu szermierki sportowej, pewien wzrastający trend zainteresowania szermierką historyczną (w tym tak zwaną szermierką klasyczną – czyli szermierką w przedsportowej postaci z XIX wieku) czego przejawem są tzw. szkoły fechtunku (nazwa podkreśla, że chodzi tu o zajęcia z użyciem broni w dawnej formie) oraz rekonstrukcje historyczne praktykowane przy różnych okazjach (zob. też bractwo rycerskie).